# Zavala (żupania splicko-dalmatyńska)
Zavala – wieś w Chorwacji, w żupanii splicko-dalmatyńskiej, w gminie Jelsa. W 2011 roku liczyła 156 mieszkańców.